# جيم لوندوس
كِرِيسْتُوسْ ثِيوفِيلُو ( ( بِالْيُونَانِيَّةِ : Χρήστος Θεοφίλου ، وَيَنْطِقَ بِالْيُونَانِيَّةِ : خِرِيسْتُوسْ ثِيوفِيلُو ) ؛ مِنْ مَوَالِيدَ 2 يَنَايِر 1894 - وَتُوُفِّيَ 19 أُغُسْطُسَ 1975 ) ، اَلْمَعْرُوفَ بِاسْمٍ " اَلْيُونَانِيِّ اَلذَّهَبِيِّ " جِيمْ لُونْدُوسْ ( بِالْيُونَانِيَّةِ : Τζίμ Λόντος ) ، وَاشْتَهَرَ بِكَوْنِهِ مُصَارِعًا مُحْتَرِفًا أَمْرِيكِيًّا مِنْ أَصْلٍ يُونَانِيٍّ . جِيمْ لُونْدُوسْ وَاحِدٍ مِنْ أَشْهُرِ اَلنُّجُومِ فِي حَلْبَةِ اَلْمُصَارَعَةِ اَلْمُحْتَرِفِينَ فِي حِقْبَةِ اَلثَّلَاثِينِيَّاتِ وَ الْأَرْبَعِينِيَّاتِ مِنْ اَلْقَرْنِ اَلْعِشْرِينَ.

## حَيَاتُهُ اَلْمِهْنِيَّةُ
وُلِدَ جِيمْ لُونْدُوسْ بِاسْمِ كِرِيسْتُوسْ ثِيوفِيلُو فِي عَامِ 1894 فِي مَدِينَةٍ كُوتَسُوبُودِي ، بِمُقَاطَعَةِ أرْغُوسْ ، اَلْيُونَانِيَّةَ بِاعْتِبَارِهِ اَلْأَصْغَرِ مِنْ بَيْنِ ثَلَاثَةِ عَشَرَ طِفْلاً مِنْ أَبِيهِ ثُيُوفِيلُوسْ وَأُمُّهُ مَارِيَا . قِبَلَ وُصُولِهِ إِلَى اَلْوِلَايَاتِ اَلْمُتَّحِدَةِ ، كَانَ لُونْدُوسْ شَابٌّ يَعْمَلُ فِي مَوْطِنِهِ اَلْيُونَانَ كَرَاعْيَا . بَيْنَمَا كَانَ وَالِدُهُ ثُيُوفِيلُوسْ ، مُصَارِعًا هَاوِيًا ذَا سُمْعَةٍ كَبِيرَةٍ ، وَيَنْسُبَ إِلَيْهِ اَلْفَضْلُ فِي تَوْجِيهِ اِبْنِهِ اَلصَّغِيرِ لِيُحِبَّ هَذِهِ اَلرِّيَاضَةِ .
فِي سِنِّ اَلثَّالِثَةِ عَشْرَةَ هَرَبَ خِرِيسْتُوسْ مِنْ مَنْزِلِهِ فِي اَلْيُونَانَ وَهَاجَرَ فِي اَلنِّهَايَةِ إِلَى اَلْوِلَايَاتِ اَلْمُتَّحِدَةِ . عَمَلُ ثِيوفِيلُو فِي أَيِّ عَمَلِ كُلَّمَا اِسْتَطَاعَ ، تَوَلَّى عِدَّةَ وَظَائِفَ غَرِيبَةٍ عَلَى سَبِيلِ اَلْمِثَالِ صَبِيُّ اَلْكَابِينَةِ ، وَ وَظَائِفُ اَلْبِنَاءِ ، وَ التَّظَاهُرُ عَارِيًا لِدُرُوسِ رَسْمِ اَلْأَشْكَالِ . وَ حَصَلَ ثِيوفِيلُو عَلَى وَظِيفَةِ كَصَائِدٍ فِي عَمَلٍ بَهْلَوَانِيٍّ كَرْنَفَالي . خِلَالَ هَذِهِ اَلْفَتْرَةِ تَعَرَّضَ لِمُصَارَعَةِ اَلْمُحْتَرِفِينَ وَبَدَأَ اَلتَّدْرِيبُ .
كَانَ فِي اَلْكَرْنَفَالَاتِ حَيْثُ تَعَلَّمَ لُونْدُوسْ اَلْمُصَارَعَةِ . دَرْسُ لُونْدُوسْ اَلْعَدِيدَ مِنْ أَسَالِيبِ اَلْمُصَارَعَةِ اَلْمُخْتَلِفَةِ عَلَى نِطَاقٍ وَاسِعٍ وَ تُدَرِّبُ أَيْضًا عَلَى رِيَاضَةِ اَلْجِيُو جِيتْسُو ، وَاَلَّتِي كَانَ عَلَى اِتِّصَالِ بِهَا حَيْثُ عَاشَ بِالْقُرْبِ مِنْ اَلْحَيِّ اَلصِّينِيِّ فِي سَانْ فِرَانْسِيسْكُو عِنْدَمَا كَانَ مُرَاهِقًا . وَذَكَرَ لُو سِثيِّزْ فِي سِيرَتِهِ اَلذَّاتِيَّةِ أَنَّ لُونْدُوسْ كَانَ يَعْمَلُ كَمُصَوَّبٍ قَادِرًا جِدًّا بِالْإِضَافَةِ إِلَى أَدَاءِ جَاذِبٍ .
أَوَّلُ مُبَارَاةٍ لَعِبَهَا جِيمْ لُونْدُوسْ فِي عَامِ 1912 ،  مِثْلُ كِرِيسْتُوفر ثيوفيلو " الْمُصَارَعَ الجصي" ، وَ هِيَ الشَّخْصِيَّةِ الَّتِي تقمصها فِي الْحُلْبَةِ حَيْثُ ظَهَرَ وَ هُوَ مُرْتَدِيًا مَلَابِسً رَسْمِيَّةِ . بَعْدَ عِدَّةِ سَنَوَاتٍ ، تُخَلَّى كريستوس ثيوفيلو عَنْ هَذَا الشَّخْصِيَّةِ وَ أَدَّى شَخْصِيَّةِ مَصَارِعَةِ جَدِيدَةٍ كَلَيَا وَ هِيَ شَخْصِيَّةِ جِيم لوندوس الْمُصَارَعَ الْمُحْتَرَفَ الْخَطِيرٌ وَ الْعَمَلِيَّ .
. أَصْبَحَ جِيمْ لُونْدُوسْ اَلْمُصَارِعِ اَلْأَكْثَرِ شَعْبِيَّةً فِي حِقْبَةِ اَلثَّلَاثِينِيَّاتِ وَالْأَرْبَعِينِيَّاتِ مِنْ اَلْقَرْنِ اَلْعِشْرِينَ مَعَ اِسْتِمْرَارِهِ فِي جَذْبِ حُشُودٍ كَبِيرَةٍ حَتَّى عَامِ 1959 ، حَيْثُ تَنَافَسَ ضِدَّ اَلْعَدِيدِ مِنْ أَبْطَالِ اَلْعَالَمِ بِمَا فِي ذَلِكَ إِدْ " سِتْرَانْجُلْرْ " لِوِيسْ وَ دِيكْ شِيكَاتِ وَرَأْيَ سِتِيلْ وَجَوِّ سْتِيتْشَرْ . كَانَ مِنْ اَلْمُقَرَّرِ أَنْ يُصَارِعَ لُونْدُوسْ بَطَلُ اَلْعَالَمِ اَلشَّابِّ اَلصَّاعِدِ لَوْ ثِيسِزْ فِي مُنْتَصَفِ اَلثَّلَاثِينِيَّاتِ ، لَكِنَّ مُدَرِّبَ ثِيسِزْ جُورْجْ تَرَاجُوسْ أَخْرَجَهُ مِنْ اَلْمُبَارَاةِ خَوْفًا مِنْ مُحَاوَلَةٍ لُونْدُوسْ إِيذَاءَ لَاعِبِهِ اَلصَّاعِدِ وَتَحْوِيلِ اَلْمُبَارَاةِ إِلَى مُبَارَاةِ مُصَارَعَةٍ حَقِيقِيَّةٍ . وَ فِي عَامِ 1933 ، تَنَافُسُ لُونْدُوسْ فِي مُبَارَاةٍ ذَاتِ أُسْلُوبٍ مُخْتَلِطٍ ضِدَّ مُمَارِسِ اَلْجِيُو جِيتْسُو أُوكِي شِيكَيْنَا . وَكَانَ أَحَدُ اَلشُّرُوطِ اَلْبَارِزَةِ هُوَ أَنَّهُ كَانَ عَلَى لُونْدُوسْ لَعِبُ مُبَارَاةٍ بِأُسْلُوبِ اَلْجِيُو جِيتْسُو جِي . وَانْتَهَتْ اَلْمُبَارَاةُ بِالتَّعَادُلِ .
قَبْلُ تَقَاعُدِهِ بِقَلِيلٍ ، تَزَوَّجَ مِنْ اَلْأَمْرِيكِيَّةِ أَرِفَّا سِي . رُوشَوِيتْ ( اَلَّتِي وُلِدَتْ 1912 وَتُوُفِّيَتْ عَامَ 1998 ) ، أَرِفَّا سِي . رُوشَوِيتْ فِي مَدِينَةِ كِلَايْتُونْ بِوِلَايَةِ مِيسُورِي اَلْأَمْرِيكِيَّةِ . فِي وَقْتِ زَوَاجِهِمَا ، وَصَفَتْ رُوشَوِيتْ فِي اَلتَّقَارِيرِ اَلصَّحَفِيَّةِ بِأَنَّهَا " سَانْتْ لِوِيسْ أَفِيَاتَرِيكَسْ " . كَانَ لِلزَّوْجَيْنِ ثَلَاثِ بَنَاتٍ : هُنَّ دِيَانَا و دِيمِيتَرَا وَ كِرِيسْتِينَا . اِنْتَقَلَتْ عَائِلَةً لُونْدُوسْ إِلَى مَدِينَةٍ إِسْكُونْدِيدُو بِوِلَايَةِ كَالِيفُورْنِيَا اَلْأَمْرِيكِيَّةِ ، حَيْثُ اِسْتَقَرُّوا عَلَى مَوْقِعِ مِسَاحَتِهِ 10 فَدَّانٍ يَقَعُ فِي بُسْتَانِ أَفْوَكَادُو . وَهُنَاكَ قَامَ لُونْدُوسْ بِإِدَارَةِ بُسْتَانِهِ وَ اسْتِثْمَارَاتِهِ اَلْأُخْرَى بِهُدُوءٍ ؛ وَكَرَّسَ بَقِيَّةَ حَيَاتِهِ اَلْعَامَّةِ لِلْأَعْمَالِ اَلْخَيْرِيَّةِ .
اِعْتَبَرَ جِيمْ لُونْدُوسْ يَعْتَبِر بَطَلاً قَوْمِيًّا فِي اَلْيُونَانَ . عِنْدَمَا سَافَرَ إِلَى هُنَاكَ ، حَيْثُ جَذَبَتْ إِحْدَى مُبَارَيَاتِهِ حَشْدًا يُقَدَّرُ بِنَحْوِ 100000 مُعْجَبٍ .

## اَلتَّقَاعُدُ
تَقَاعُدُ لُونْدُوسْ فِي عَامٍ 1953. أَمْضَى جِيمْ لُونْدُوسْ بَقِيَّةِ حَيَاتِهِ فِي اَلْعَمَلِ فِي اَلْمُنَظَّمَاتِ اَلْخَيْرِيَّةِ . وَكَانَتْ مُؤَسَّسَتُهُ اَلْخَيْرِيَّةُ اَلْمُفَضَّلَةُ تَعْمَلُ عَلَى اَلْحُصُولِ عَلَى تَبَرُّعَاتِ لِصَالِحِ أَيْتَامِ اَلْحَرْبِ اَلْيُونَانِيَّةِ فِي اَلْحَرْبِ اَلْعَالَمِيَّةِ اَلثَّانِيَةِ . تَمَّ تَكْرِيمُهُ مِنْ قَبْلُ كُلٍّ مِنْ رَئِيسِ اَلْوِلَايَاتِ اَلْمُتَّحِدَةِ رِيتْشَارْدْ نِيكْسُونْ وَ مَلِكِ اَلْيُونَانَ بَوْلَ لِجُهُودِهِ اَلْخَيْرِيَّةِ

## اَلْبُطُولَات وَالْإِنْجَازَاتِ
- لجنة ولاية كاليفورنيا الرياضية ( سي أس إيه سي )
  - بطولة العالم للوزن الثقيل (نسخة لوس أنجلوس) (5 مرات) [10][11]
- Cauliflower Alley Club
  - جائزة ما بعد الوفاة (2020) [12]
- قاعة مشاهير المصارعة المحترفة جورج تراغوس / لو تيسز
  - دفعة عام 2015 [13]
- قاعة مشاهير المصارعة المحترفة الدولية
  - فئة 2022 [14]
- Maryland State Athletic Commission
  - بطولة العالم للوزن الثقيل (نسخة ماريلاند) (مرتين) [15][16]
- لجنة ولاية مينيسوتا الرياضية
  - بطولة العالم للوزن الثقيل (نسخة مينيابوليس) (2 مرات) [17]
- الرابطة الوطنية للمصارعة
  - بطولة NWA العالمية للوزن الثقيل ( 1 مرة ) [18]
- New York State Athletic Commission
  - بطولة NYSAC العالمية للوزن الثقيل (1 مرة) - موحدة مع بطولة NWA العالم للوزن الثقيل [19]
- Professional Wrestling Hall of Fame and Museum
  - دفعة 2002 ( عصر الرواد ) [20]
- النشرة الإخبارية للمصارعة
  - قاعة مشاهير ريسلينغ أوبسيرفر ( فئة 1996 ) [21]
- WWE
  - WWE قاعة المشاهير (فئة 2018) [22]
- بطولات أخرى
  - بطولة العالم للمصارعة للوزن الثقيل (النسخة الأصلية) (مرة واحدة) [23]

## روابط خارجية
- صفحة جيم لوندوس على دبليو دبليو إي.كوم
- Jim Londos's profile at Cagematch.net
- Biography from the Online Wrestling Museum
- Biography from the San Diego Hall of Champions